# Giro d’Italia 2021/11. Etappe
Die 11. Etappe des Giro d’Italia 2021 führte am 19. Mai 2021 über 162 Kilometer von Perugia nach Montalcino, nach einem Ruhetag am 18. Mai. Die Etappe beinhaltete 35 Kilometer Schotterstraße.
Sieger wurde Mauro Schmid (Qhubeka Assos) mit einer Sekunde Vorsprung vor Alessandro Covi (UAE Team Emirates) und 26 Sekunden Vorsprung auf Harm Vanhoucke (Lotto Soudal). Egan Bernal (Ineos Grenadiers) baute als Tageselfter mit 3:09 Minuten Vorsprung seine Führung vor den anderen Favoriten auf den Gesamtsieg aus.
Das Rennen wurde von einer elfköpfigen Ausreißergruppe bestimmt, die sich direkt nach dem Start bildete und deren Mitglieder schließlich die ersten zehn Plätze des Tages belegten. Aus dieser Gruppe setzten sich im Etappenfinale Covi und Schmid ab. Aus dem Hauptfeld heraus formierte sich auf nach der ersten Schotterpassage eine Favoritengruppe, in der u. a. der bisherige Achte der Gesamtwertung Daniel Martin (Israel Start-Up Nation) und der bisherige Gesamtzehnte Davide Formolo (UAE Team Emirates) fehlten und schließlich 9:23 Minuten verloren. 25 Kilometer vor dem Ziel fiel auch der bisherige Zweite Remco Evenepoel (Deceuninck-Quick-Step) zurück und verlor 5:17 Minuten. An der letzten Bergwertung der dritten Kategorie attackierte Emanuel Buchmann (Bora-hansgrohe), dem Bernal folgte, der ihn am Kulminationspunkt 3,8 Kilometer vor dem Ziel einholte. Buchmann wurde im Ziel drei Sekunden hinter Bernal Zwölfter.

## Ergebnis
| \| Etappenergebnis \| Etappenergebnis \| Etappenergebnis \| Etappenergebnis \| Etappenergebnis \| \| Fahrer \| Fahrer \| Land \| Team \| Zeit \| \| --------------- \| ------------------ \| --------------- \| ---------------------------------- \| --------------- \| \| 1. \| Mauro Schmid \| Schweiz \| Qhubeka Assos \| 4 h 01 min 55 s \| \| 2. \| Alessandro Covi \| Italien \| UAE Team Emirates \| + 1 s \| \| 3. \| Harm Vanhoucke \| Belgien \| Lotto-Soudal \| + 26 s \| \| 4. \| Dries De Bondt \| Belgien \| Alpecin-Fenix \| + 41 s \| \| 5. \| Simon Guglielmi \| Frankreich \| Groupama-FDJ \| + 41 s \| \| 6. \| Enrico Battaglin \| Italien \| Bardiani CSF Faizanè \| + 44 s \| \| 7. \| Roger Kluge \| Deutschland \| Lotto-Soudal \| + 1 min 23 s \| \| 8. \| Francesco Gavazzi \| Italien \| Eolo-Kometa \| + 1 min 37 s \| \| 9. \| Taco van der Hoorn \| Niederlande \| Intermarché-Wanty-Gobert Matériaux \| + 1 min 43 s \| \| 10. \| Lawrence Naesen \| Belgien \| AG2R Citroën Team \| + 1 min 59 s \| |                    |             |                                    |                 |
| |                    |             |                                    |                 |
| Quelle: ProCyclingStats |                    |             |                                    |                 |
| Etappenergebnis |                    |             |                                    |                 |
| Fahrer | Fahrer             | Land        | Team                               | Zeit            |
| 1. | Mauro Schmid       | Schweiz     | Qhubeka Assos                      | 4 h 01 min 55 s |
| 2. | Alessandro Covi    | Italien     | UAE Team Emirates                  | + 1 s           |
| 3. | Harm Vanhoucke     | Belgien     | Lotto-Soudal                       | + 26 s          |
| 4. | Dries De Bondt     | Belgien     | Alpecin-Fenix                      | + 41 s          |
| 5. | Simon Guglielmi    | Frankreich  | Groupama-FDJ                       | + 41 s          |
| 6. | Enrico Battaglin   | Italien     | Bardiani CSF Faizanè               | + 44 s          |
| 7. | Roger Kluge        | Deutschland | Lotto-Soudal                       | + 1 min 23 s    |
| 8. | Francesco Gavazzi  | Italien     | Eolo-Kometa                        | + 1 min 37 s    |
| 9. | Taco van der Hoorn | Niederlande | Intermarché-Wanty-Gobert Matériaux | + 1 min 43 s    |
| 10. | Lawrence Naesen    | Belgien     | AG2R Citroën Team                  | + 1 min 59 s    |

## Gesamtstände
| \| Gesamtwertung \| Gesamtwertung \| Gesamtwertung \| Gesamtwertung \| Gesamtwertung \| \| Fahrer \| Fahrer \| Land \| Team \| Zeit \| \| ------------- \| ---------------------- \| ---------------------- \| --------------------- \| ---------------- \| \| 1. \| Egan Bernal \| Kolumbien \| Ineos Grenadiers \| 42 h 35 min 21 s \| \| 2. \| Alexander Wlassow \| Russland \| Astana-Premier Tech \| + 45 s \| \| 3. \| Damiano Caruso \| Italien \| Bahrain Victorious \| + 1 min 12 s \| \| 4. \| Hugh Carthy \| Vereinigtes Königreich \| EF Education-Nippo \| + 1 min 17 s \| \| 5. \| Simon Yates \| Vereinigtes Königreich \| BikeExchange \| + 1 min 22 s \| \| 6. \| Emanuel Buchmann \| Deutschland \| Bora-Hansgrohe \| + 1 min 50 s \| \| 7. \| Remco Evenepoel \| Belgien \| Deceuninck-Quick Step \| + 2 min 22 s \| \| 8. \| Giulio Ciccone \| Italien \| Trek-Segafredo \| + 2 min 24 s \| \| 9. \| Tobias Foss \| Norwegen \| Jumbo-Visma \| + 2 min 49 s \| \| 10. \| Daniel Felipe Martínez \| Kolumbien \| Ineos Grenadiers \| + 3 min 15 s \| |                        |                        |                       |                  |
| |                        |                        |                       |                  |
| Quelle: ProCyclingStats |                        |                        |                       |                  |
| Gesamtwertung |                        |                        |                       |                  |
| Fahrer | Fahrer                 | Land                   | Team                  | Zeit             |
| 1. | Egan Bernal            | Kolumbien              | Ineos Grenadiers      | 42 h 35 min 21 s |
| 2. | Alexander Wlassow      | Russland               | Astana-Premier Tech   | + 45 s           |
| 3. | Damiano Caruso         | Italien                | Bahrain Victorious    | + 1 min 12 s     |
| 4. | Hugh Carthy            | Vereinigtes Königreich | EF Education-Nippo    | + 1 min 17 s     |
| 5. | Simon Yates            | Vereinigtes Königreich | BikeExchange          | + 1 min 22 s     |
| 6. | Emanuel Buchmann       | Deutschland            | Bora-Hansgrohe        | + 1 min 50 s     |
| 7. | Remco Evenepoel        | Belgien                | Deceuninck-Quick Step | + 2 min 22 s     |
| 8. | Giulio Ciccone         | Italien                | Trek-Segafredo        | + 2 min 24 s     |
| 9. | Tobias Foss            | Norwegen               | Jumbo-Visma           | + 2 min 49 s     |
| 10. | Daniel Felipe Martínez | Kolumbien              | Ineos Grenadiers      | + 3 min 15 s     |

| Punktewertung | Punktewertung     | Punktewertung | Punktewertung               | Punktewertung |
| Fahrer        | Fahrer            | Land          | Team                        | Punkte        |
| ------------- | ----------------- | ------------- | --------------------------- | ------------- |
| 1.            | Peter Sagan       | Slowakei      | Bora-Hansgrohe              | 108 P.        |
| 2.            | Fernando Gaviria  | Kolumbien     | UAE Team Emirates           | 91 P.         |
| 3.            | Davide Cimolai    | Italien       | Israel Start-Up Nation      | 91 P.         |
| 4.            | Elia Viviani      | Italien       | Cofidis                     | 79 P.         |
| 5.            | Giacomo Nizzolo   | Italien       | Qhubeka Assos               | 76 P.         |
| 6.            | Francesco Gavazzi | Italien       | Eolo-Kometa                 | 42 P.         |
| 7.            | Matteo Moschetti  | Italien       | Trek-Segafredo              | 42 P.         |
| 8.            | Filippo Tagliani  | Italien       | Androni Giocattoli-Sidermec | 39 P.         |
| 9.            | Filippo Fiorelli  | Italien       | Bardiani CSF Faizanè        | 39 P.         |
| 10.           | Dylan Groenewegen | Niederlande   | Jumbo-Visma                 | 36 P.         |

| Bergwertung | Bergwertung       | Bergwertung | Bergwertung                        | Bergwertung |
| Fahrer      | Fahrer            | Land        | Team                               | Punkte      |
| ----------- | ----------------- | ----------- | ---------------------------------- | ----------- |
| 1.          | Geoffrey Bouchard | Frankreich  | AG2R Citroën Team                  | 51 P.       |
| 2.          | Egan Bernal       | Kolumbien   | Ineos Grenadiers                   | 48 P.       |
| 3.          | Gino Mäder        | Schweiz     | Bahrain Victorious                 | 44 P.       |
| 4.          | Bauke Mollema     | Niederlande | Trek-Segafredo                     | 23 P.       |
| 5.          | Giulio Ciccone    | Italien     | Trek-Segafredo                     | 20 P.       |
| 6.          | Kobe Goossens     | Belgien     | Lotto-Soudal                       | 18 P.       |
| 7.          | Francesco Gavazzi | Italien     | Eolo-Kometa                        | 17 P.       |
| 8.          | Vincenzo Albanese | Italien     | Eolo-Kometa                        | 16 P.       |
| 9.          | Rein Taaramäe     | Estland     | Intermarché-Wanty-Gobert Matériaux | 13 P.       |
| 10.         | Remco Evenepoel   | Belgien     | Deceuninck-Quick Step              | 13 P.       |

| Nachwuchswertung | Nachwuchswertung       | Nachwuchswertung | Nachwuchswertung      | Nachwuchswertung |
| Fahrer           | Fahrer                 | Land             | Team                  | Zeit             |
| ---------------- | ---------------------- | ---------------- | --------------------- | ---------------- |
| 1.               | Egan Bernal            | Kolumbien        | Ineos Grenadiers      | 42 h 35 min 21 s |
| 2.               | Alexander Wlassow      | Russland         | Astana-Premier Tech   | + 45 s           |
| 3.               | Remco Evenepoel        | Belgien          | Deceuninck-Quick Step | + 2 min 22 s     |
| 4.               | Tobias Foss            | Norwegen         | Jumbo-Visma           | + 2 min 49 s     |
| 5.               | Daniel Felipe Martínez | Kolumbien        | Ineos Grenadiers      | + 3 min 15 s     |
| 6.               | Attila Valter          | Ungarn           | Groupama-FDJ          | + 3 min 51 s     |
| 7.               | João Almeida           | Portugal         | Deceuninck-Quick Step | + 7 min 04 s     |
| 8.               | Jai Hindley            | Australien       | Team DSM              | + 7 min 55 s     |
| 9.               | Harold Tejada          | Kolumbien        | Astana-Premier Tech   | + 27 min 51 s    |
| 10.              | Lorenzo Fortunato      | Italien          | Eolo-Kometa           | + 27 min 54 s    |

| Mannschaftswertung | Mannschaftswertung    | Mannschaftswertung     | Mannschaftswertung |
| Team               | Team                  | Land                   | Zeit               |
| ------------------ | --------------------- | ---------------------- | ------------------ |
| 1.                 | Ineos Grenadiers      | Vereinigtes Königreich | 127 h 53 min 12 s  |
| 2.                 | Movistar Team         | Spanien                | + 9 min 35 s       |
| 3.                 | EF Education-Nippo    | Vereinigte Staaten     | + 9 min 40 s       |
| 4.                 | Trek-Segafredo        | Vereinigte Staaten     | + 11 min 57 s      |
| 5.                 | Team DSM              | Deutschland            | + 19 min 12 s      |
| 6.                 | Bahrain Victorious    | Bahrain                | + 23 min 03 s      |
| 7.                 | Deceuninck-Quick Step | Belgien                | + 23 min 52 s      |
| 8.                 | Jumbo-Visma           | Niederlande            | + 29 min 23 s      |
| 9.                 | Astana-Premier Tech   | Kasachstan             | + 29 min 41 s      |
| 10.                | Movistar Team         | Spanien                | + 29 min 55 s      |

## Ausgeschiedene Fahrer
- Tim Merlier (Alpecin-Fenix) wegen Erschöpfung nicht gestartet
- Jonathan Caicedo (EF Education-Nippo) aufgegeben